# トランスフォーマー マイクロマスター
『トランスフォーマー マイクロマスター』とは、トランスフォーマー（以下、TFと略）シリーズの玩具のみで進行していた企画。2002年から商品展開された。

## 解説
「マイクロマスター」とは本来、アメリカで考案された小型TFの総称であり、日本では仕様と設定を変更し「マイクロトランスフォーマー（以下、マイクロTFと略）」の名称で『トランスフォーマーV』『トランスフォーマーZ』に登場した。さらにその後、日本オリジナルのマイクロTFとして、『リターン・オブ・コンボイ』『合体大作戦』において、6体のロボットが合体して大型ロボットとなるシリーズが展開された。本項で述べるマイクロマスターは、それら6体合体のシリーズを仕様と設定を変更した上で再発売したものである。名称は従来シリーズと同一だが、同一人物かどうかは明言されていない。
また2003年には『トランスフォーマーV』に登場したマルチ戦隊が同シリーズのラインナップとして発売された。
ただし、マルチ戦隊は本来マイクロTFではなく、他商品とはサイズが異なることから「DXマイクロマスター」としてカテゴライズされている。以降、新商品の発表はない。
本作品は映像化はされておらず、玩具商品に封入されているパンフレットの記事のみで物語が展開された。変形能力を持たない非戦闘民のロボット生命体の存在や、その彼らが後天的に変形能力を得てマイクロマスターへ進化したこと、そしてデストロンは事故の影響で悪の心が芽生えた点など、本作独自の設定も多い。
また、玩具がコンビニ限定で販売されたことも特徴のひとつである。さらにシックスライナー以外の商品は、シークレットアイテムとして物語中の設定に合せた別カラーリングのバリエーションが混入しており、コレクション性を高めている。

## あらすじ
宇宙の彼方のセイバートロン星では、かつての大戦でサイバトロンのリーダー・コンボイが宇宙へと消息を絶っていた。変形能力を持たない一般住民セイバードロイドたちは、コンボイ捜索の為に宇宙へ出発。しかし事故で次元振動波に飲み込まれた彼らは、地球へと転移してしまう。宇宙船が大破して帰還の望みを断たれたものの、彼らは次元振動の影響で変形能力が備わり、新たなTF「マイクロマスター」へ進化を遂げていた。しかし一部の者たちは、進化の副作用で悪の心が芽生え、デストロンと化していた。人類と共存を望むサイバトロン、地球支配を目論むデストロン、TFの新たな戦いが始まったのだ。

## 登場キャラクター

### サイバトロン

#### ライナーチーム
六体合体戦士 シックスライナー
以下の6体が合体し、巨大ロボ・シックスライナーとなる。
ディーゴ
SLに変形。チームリーダーで、サイバトロン・マイクロマスター全体のリーダー格でもある。
ナイト
ブルートレインに変形。暗闇での戦闘が得意な自称忍者戦士。闇を操る。
ジョー
JR東日本651系「スーパーひたち」に変形。情報解析に名手。電波を操る。
リーフ
JR東日本200系　東北新幹線に変形。詩を好むロマンチスト。風を操る。
スパーク
JR東海100系　東海道新幹線に変形。スピード自慢の暴れん坊。水を操る。
アラン
TGVに変形。物静かな論理派。電気を操る。

#### ターボチーム
六体合体闘士 シックスターボ
以下の6体が合体し、巨大ロボ・シックスターボとなる。シックスライナー以上の戦闘力を持つが、都市災害救助能力をいかして人命救助等に活躍する、災害救助のスペシャリストである。一時、デストロンのマイドチェンジャー・ウィルスによりデストロンとなりかけたこともある。
シークレットアイテムは、デストロン化を再現した全身黒色の「リバースエボリューション」。
ロードポリス
ホンダ・NSXパトカーに変形。チームリーダーで、マイクロマスター随一の早撃ち名人。
ディスチャージ
消防車に変形。消火活動に情熱を燃やす女戦士。
サイレーン
救急車に変形。仲間の健康管理や治療を行なう医師。ディーゴとは旧知の仲。
ネオホイール
ディアブロに変形。仲間と絡むことを好まず、謎の多い孤高の戦士。
サーキット
F-1に変形。スピードと索敵能力に長ける。
グライド
ホンダ・ゴールドウイングバイクに変形。地球人女性が大好き。

#### ビルドチーム
六体合体騎士 シックスビルダー
以下の6体が合体し、巨大ロボ・シックスビルダーとなる。本来は1人のセイバードロイドだったが、次元振動の際にサイバトロンとデストロンに分離しており、デストロンにもシックスビルダーに相当するマイクロマスターがいる。
シークレットアイテムは、デストロン側のシックスビルダーを再現した「デバスターカラー」で、その名の通り初代『トランスフォーマー』のビルドロンを髣髴させる緑色主体のカラーリング。
クラッシュブル
ブルドーザーに変形。チームリーダー。設計士で、物事を計画的に進める。
トレッダー
ダンプトラックに変形。クラッシュブルに恩義を尽くす一方、スパークとリーフからは兄のように慕われている。
ミキシング
ミキサー車に変形。武器マニア。デストロン側はミキシングに相当する者がミックスマスターと呼ばれている。
グランアーム
ショベルドーザーに変形。お笑い担当で、ディッガーとコンビでTVショーに出演したことがある。
アイアンリフト
クレーン車に変形。様々な格闘術に長ける拳法家。
ディッガー
ショベルカーに変形。力自慢で、一同のムードメーカーでもある。

#### トレインチーム
六体合体勇者 シックストレイン
以下の6体が合体し、巨大ロボ・シックストレインとなる。全身を真紅に染めたレッドモードに変身することで、短時間ながらマイクロマスター最大のパワーを発揮できる。
シークレットアイテムはレッドモード発動時の再現で、全身真紅のシックストレイン。
ディザイアー
JR東海300系東海道新幹線「のぞみ」に変形。チームリーダー。不屈の正義感の持ち主。
サンディーゴ
SLに変形。様々な装備の開発に尽力するエンジニア。
ウィンディーJR東日本400系山形新幹線「つばさ」に変形。地球人年齢にして十代にあたる女戦士で、アイドル的存在。
アトラン
TGV-Aに変形。空手家で、いつでも特訓を欠かさない。
コンバーター
貨物機関車に変形。マイクロマスター最年長の歴史学者。
レイズ
JR東海371系電車特急「あさぎり」に変形。予知能力でしばしば仲間の危機を救う。

#### マルチ戦隊
6体合体に加えて、6体中2体が上下半身となって中型ロボに合体することも可能で、組み合わせによって30種類の合体のバリエーションがある。本来マイクロマスターではなく、別世界から事故で本作品の世界へと転移してきた。『V』のマルチ戦隊と同一人物のような描写が成されているが、その『V』とも微妙に設定が異なる。
六体合体戦士 ランドクロス
以下の6体が合体し、巨大ロボ・ランドクロスとなる。ステルスモードによって自らの姿を消す能力を持つ。
シークレットアイテムはステルスモード発動時を再現した全身黒色のカラーリング。
ウイング
ジェット機に変形。チームリーダーで、仲間思いの熱血漢。
ウェーバー
ホバーボートに変形。サブリーダーで、子供が大好き。
ダッシュ
スーパーカーに変形。普段はハイウェイなどでデストロンを見張る。
タッカー
ハーフトラックに変形。戦闘技術に長ける軍師。
マッハ
スペースシャトルに変形。喧嘩っ早いが仲間思い。
タックル
4WDに変形。登山や釣りを好むアウトドア派。

### デストロン

#### ウイングチーム
日本で最初に合体大作戦が展開された際にはサイバトロンだったが、本作では（各メンバーの名前はそのままだが）デストロンに変更されている。
六体合体兵士 シックスウイング
以下の6体が合体し、巨大ロボ・シックスウイングとなる。サイバトロンはワクチンプログラムでシックスウイングをサイバトロンに逆進化させることを試みたが、シックスウイングはそれを逆手に取り、悪のサイバトロンの力を持つシックスウイングヴァーサーカーとなった。
シークレットアイテムはシックスウイングヴァーサーカーの再現で、全身が白のカラーリングで、のちのシャッタード・グラスに登場する悪のオートボットのような紫色のサイバトロン・エンブレムを持つ。
チェーンガン
アパッチ（AH-64）に変形。チームリーダー。背後から確実に敵を倒すことを好む。リーダーの座を力尽くで手に入れた。
ミサイルラン
B-1爆撃機（ランサー）に変形。チェーンガン以上に作戦指示に長ける参謀格。
レイカー
スペースシャトル（オービター）に変形。宇宙戦に長ける。女癖が悪い。
フランカー
スホーイに変形。八方美人だが、密かにリーダーの座を狙っている。
ファルコン
F-16（ファイティング・ファルコン）に変形。働き者で、命令に忠実。自分がデストロンである事に疑問を持つ。
スーパーソニック
コンコルドに変形。美しさを好み、チェーンガンとは衝突が多い。

## 参考資料
- 『トランスフォーマージェネレーション・デラックス』 ミリオン出版、2004年。
- 玩具 『六体合体戦士 シックスライナー』 タカラ、2002年。
- 玩具 『六体合体闘士 シックスターボ』 タカラ、2002年。
- 玩具 『六体合体兵士 シックスウイング』 タカラ、2003年。
- 玩具 『六体合体騎士 シックスビルダー』 タカラ、2003年。
- 玩具 『六体合体勇者 シックストレイン』 タカラ、2003年。
- 玩具 『六体合体戦士 ランドクロス』 タカラ、2003年。